# Campobello di Licata
Campobello di Licata er en italiensk by (og kommune) i regionen Sicilien i Italien, med omkring 9.062(2023) indbyggere. 